# Lobelia thapsoidea
Lobelia thapsoidea es una especie de planta de flores perteneciente a la familia Campanulaceae. Son nativas del sudeste del Brasil.

## Descripción
Es una planta herbácea perennes que como otras especies de la subfamilia Lobelioideae, es venenosa y debe manejarse con mucho cuidado.

## Taxonomía
Lobelia thapsoidea fue descrita por Schott ex Pohl  y publicado en Plantarum Brasiliae Icones et Descriptiones 2: 102. 1831.
Etimología
Lobelia: nombre genérico que fue nombrado en honor del botánico belga Matthias de Lobel (1538-1616).
thapsoidea: epíteto
Sinonimia
- Dortmannia thapsoidea (Schott ex Pohl) Kuntze
- Haynaldia thapsioidea (Schott ex Pohl) Kanitz
- Rapuntium thapsoideum (Schott ex Pohl) C.Presl	[3][4]